# TuS Erndtebrück
Der Turn- und Sportverein 1895 e. V. Erndtebrück ist ein Sportverein aus Erndtebrück im Wittgensteiner Land/Kreis Siegen-Wittgenstein. Der Verein wurde im Jahre 1895 gegründet. Die erste Fußballmannschaft spielte in den Saisons 2015/16 und 2017/18 in der viertklassigen Regionalliga West. Neben Fußball bietet der Verein zwölf weitere Sportarten an.

## Geschichte
1895 wurde der Verein unter dem Namen Turnverein Erndtebrück gegründet. 1897 schloss sich der gerade erst gegründete Spielmannszug dem Verein an. Auch Leichtathletik wird seit der Gründung betrieben, war jedoch damals noch Teil des Turnsports. Nach dem Zusammenschluss mit dem VfB Erndtebrück im Jahr 1921 wurde der Turnverein Erndtebrück dann in Turn- und Sportverein Erndtebrück umbenannt. Seit dieser Zeit hat der Verein auch eine Fußballabteilung. 1953 entstand im Verein die Schwimmabteilung. Im selben Jahr schloss sich auch der Verein für Wintersport in Erndtebrück dem TuS an. Seitdem verfügt der TuS über eine erfolgreiche Skisportabteilung. 1963 entstand eine Abteilung für Sportkegeln. Jüngeren Datums sind die Kampfsportarten. Seit 1988 gibt es die Taekwondoabteilung, 1992 schloss sich eine Abteilung für Jiu-Jitsu dem Verein an, die jedoch seit 2003 keinem Kampfsportverband mehr angehört.

## Fußball
| Saison  | Liga                       | Tore  | Punkte | Platz |
| ------- | -------------------------- | ----- | ------ | ----- |
| 1968/69 | 1. Kreisklasse Siegen Nord | 93:36 | 48:8   | 1.    |
| 1969/70 | Bezirksliga Westfalen 6    | 48:61 | 22:34  | 11.   |
| 1970/71 | Bezirksliga Westfalen 6    | 49:55 | 26:26  | 8.    |
| 1971/72 | Bezirksliga Westfalen 6    | 42:57 | 25:31  | 11.   |
| 1972/73 | Bezirksliga Westfalen 6    | 35:46 | 24:32  | 12.   |
| 1973/74 | Bezirksliga Westfalen 6    | 31:46 | 24:32  | 11.   |
| 1974/75 | Bezirksliga Westfalen 6    | 46:33 | 36:24  | 5.    |
| 1975/76 | Bezirksliga Westfalen 6    | 28:67 | 18:42  | 15.   |
| 1976/77 | Bezirksliga Westfalen 6    | 63:16 | 51:9   | 1.    |
| 1977/78 | Bezirksliga Westfalen 6    | 46:53 | 28:32  | 9.    |
| 1978/79 | Bezirksliga Westfalen 6    | 35:36 | 28:32  | 8.    |
| 1979/80 | Bezirksliga Westfalen 6    | 42:59 | 29:31  | 11.   |
| 1980/81 | Bezirksliga Westfalen 6    | 43:60 | 22:38  | 14.   |
| 1981/82 | Kreisliga A Nord Siegen-W. | 81:30 | 43:17  | 2.    |
| 1982/83 | Kreisliga A Nord Siegen-W. | 81:32 | 48:12  | 2.    |
| 1983/84 | Kreisliga A Nord Siegen-W. | 72:25 | 46:14  | 1.    |
| 1984/85 | Bezirksliga Westfalen 6    | 42:50 | 29:31  | 9.    |
| 1985/86 | Bezirksliga Westfalen 6    | 45:46 | 32:28  | 5.    |
| 1986/87 | Bezirksliga Westfalen 6    | 38:28 | 34:26  | 3.    |
| 1987/88 | Bezirksliga Westfalen 6    | 37:55 | 24:36  | 14.   |
| 1988/89 | Kreisliga A Nord Siegen-W. | 72:26 | 48:12  | 1.    |
| 1989/90 | Bezirksliga Westfalen 6    | 62:35 | 38:22  | 2.    |
| 1990/91 | Bezirksliga Westfalen 6    | 49:41 | 34:26  | 7.    |
| 1991/92 | Bezirksliga Westfalen 6    | 57:25 | 43:17  | 2.    |
| 1992/93 | Bezirksliga Westfalen 6    | 64:29 | 42:18  | 2.    |
| 1993/94 | Bezirksliga Westfalen 6    | 69:18 | 43:13  | 1.    |
| 1994/95 | Landesliga Westfalen 2     | 41:33 | 29:27  | 8.    |
| 1995/96 | Landesliga Westfalen 2     | 52:35 | 42     | 7.    |
| 1996/97 | Landesliga Westfalen 2     | 60:42 | 54     | 3.    |
| 1997/98 | Landesliga Westfalen 2     | 64:35 | 61     | 3.    |
| 1998/99 | Landesliga Westfalen 2     | 70:37 | 61     | 2.    |
| 1999/00 | Landesliga Westfalen 2     | 67:21 | 66     | 1.    |
| 2000/01 | Verbandsliga Westfalen 2   | 56:45 | 44     | 5.    |
| 2001/02 | Verbandsliga Westfalen 2   | 56:49 | 41     | 9.    |
| 2002/03 | Verbandsliga Westfalen 2   | 53:51 | 41     | 6.    |
| 2003/04 | Verbandsliga Westfalen 2   | 66:52 | 45     | 5.    |
| 2004/05 | Verbandsliga Westfalen 2   | 47:47 | 39     | 7.    |
| 2005/06 | Verbandsliga Westfalen 2   | 50:48 | 36     | 9.    |
| 2006/07 | Verbandsliga Westfalen 2   | 47:45 | 39     | 8.    |
| 2007/08 | Verbandsliga Westfalen 2   | 63:34 | 63     | 3.    |
| 2008/09 | Westfalenliga 2            | 53:39 | 44     | 7.    |
| 2009/10 | Westfalenliga 2            | 67:41 | 64     | 2.    |
| 2010/11 | Westfalenliga 2            | 69:38 | 66     | 1.    |
| 2011/12 | NRW-Liga                   | 43:73 | 31     | 15.   |
| 2012/13 | Oberliga Westfalen         | 68:47 | 63     | 4.    |
| 2013/14 | Oberliga Westfalen         | 54:44 | 55     | 5.    |
| 2014/15 | Oberliga Westfalen         | 72:22 | 73     | 1.    |
| 2015/16 | Regionalliga West          | 42:68 | 32     | 17.   |
| 2016/17 | Oberliga Westfalen         | 73:34 | 67     | 1.    |
| 2017/18 | Regionalliga West          | 28:67 | 26     | 17.   |
| 2018/19 | Oberliga Westfalen         | 49:56 | 40     | 14.   |
| 2019/20 | Oberliga Westfalen*        | 26:55 | 14     | 17.   |
| 2020/21 | Oberliga Westfalen*        | 6:14  | 9      | 14.   |
| 2021/22 | Oberliga Westfalen         | 46:62 | 40     | 8.    |
| 2022/23 | Oberliga Westfalen         | 47:85 | 34     | 17.   |
| 2023/24 | Westfalenliga 2            | 52:54 | 37     | 12.   |
| 2024/25 | Westfalenliga 2            | 48:44 | 36     | 12.   |

- Saisonabbruch aufgrund der Covid-19-Pandemie

Die erste Fußballmannschaft konnte erstmals im Jahr 2000 auf sich aufmerksam machen, als sie den Aufstieg in die Verbandsliga Westfalen errang. Dabei setzte sich die Mannschaft im Elfmeterschießen des Entscheidungsspiels um die Landesligameisterschaft gegen den SV Hohenlimburg durch. Die anschließende Saison in der Westfalenliga beendeten die Wittgensteiner auf dem fünften Platz.
In den folgenden Jahren etablierte sich der Verein in der Liga. Nach einem dritten Platz in der Saison 2007/08 und der Vizemeisterschaft in der Saison 2009/10 hinter der SpVgg Erkenschwick gelang in der Saison 2010/11 vorzeitig die Meisterschaft und der damit verbundene Aufstieg in die fünftklassige NRW-Liga. Auch das Finale um den Kreispokal gewann Erndtebrück gegen die Sportfreunde Siegen. Nach Auflösung der NRW-Liga zum Ende der Saison 2011/12 trat der Klub in der Saison 2012/13 in der Oberliga Westfalen an. Dort nahm die Mannschaft lange am Aufstiegsrennen teil und führte die Liga zwischenzeitlich an. Am Ende reichte der vierte Tabellenplatz zur bis dahin erfolgreichsten Spielzeit der Vereinsgeschichte. Am Saisonende endete die erfolgreiche, vierjährige Amtszeit von Trainer Peter Cestonaro.
Nachdem man die Saison 2013/14 auf dem fünften Platz abschloss, errang die Mannschaft in der Spielzeit 2014/15 die Meisterschaft der Oberliga und stieg in die Regionalliga West auf. Außerdem qualifizierte man sich für die erste Hauptrunde des DFB-Pokals, in der man auf den Bundesligisten Darmstadt 98 traf. Das Spiel ging mit 0:5 verloren. Hinter dem sportlichen Aufschwung der vergangenen Jahre steht der Mäzen Jörg Schorge, Vorstandssprecher des Erndtebrücker Eisenwerkes. Nach nur einem Jahr in der Regionalliga stieg der TuS als Drittletzter wieder ab. Tiefpunkt der Saison war eine 1:9-Niederlage bei Rot-Weiss Essen. Dem Abstieg folgte der direkte Wiederaufstieg von der Fußball-Oberliga Westfalen 2016/17 in die Fußball-Regionalliga West 2017/18.
Ferner erlangte der TuS Erndtebrück einen Startplatz im DFB-Pokal 2017/18 und traf dort auf Eintracht Frankfurt. Dieses Spiel wurde am 12. August 2017 im Siegener Leimbachstadion ausgetragen und endete 3:0 für Frankfurt. Auch die zweite Saison in der Regionalliga endete mit einem Abstieg als Vorletzter der Saison 2017/18. Allerdings erreichte der TuS Erndtebrück im Westfalenpokal das Finale, das sie gegen den SC Paderborn verloren. Da die Paderborner als Zweitligaaufsteiger für den DFB-Pokal 2018/19 qualifiziert waren, rückte der TuS Erndtebrück als Finalist nach. In der ersten Runde trafen sie auf den Hamburger SV und verloren mit 3:5.
In der Saison 2022/23 stieg der Verein in die sechste Liga ab. Die Zeit berichtete im Juni 2023 darüber, dass der Verein in einer Saison sechs japanische Spieler beschäftigte. In den beiden darauffolgenden Saisons schaffte der Verein jeweils knapp den Klassenerhalt. 2025 gewann der TuS Erndtebrück den Kreispokal Siegen-Wittgenstein.
Die zweite Mannschaft des Vereins stieg in der Saison 2000/01 erstmals in die Bezirksliga auf und schaffte den direkten Durchmarsch in die Landesliga. In den folgenden Jahren wurde sie zur Fahrstuhlmannschaft zwischen der Bezirksliga und Landesliga. In der Saison 2010/11 gelang zum wiederholten Male der Aufstieg in die Landesliga und der direkte Durchmarsch in die Verbandsliga. Hier hielt man sich zwar nur ein Jahr, schaffte aber in der Saison 2013/14 den direkten Wiederaufstieg. Nach dem Abstieg im Jahre 2017 in die Landesliga zog man sich vor der Saison 2019/20 freiwillig in die Bezirksliga zurück. Seit der Saison 2024/25 tritt die zweite Mannschaft in der Kreisliga C an.

## Skisport
Der 1910 gegründete Verein für Wintersport in Erndtebrück schloss sich 1953 dem TuS an. Es wird Ski alpin, Ski nordisch und Nordic Walking betrieben. Mit Simone und Stefanie Birkelbach stellt die Abteilung zwei sehr erfolgreiche Langläuferinnen. Simone wurde 1986 über 5 km und über 20 km jeweils deutsche Vizemeisterin, Stefanie gelang dieses Ergebnis 1987. Im selben Jahr belegte Stefanie auch den dritten Platz über 10 km bei den deutschen Meisterschaften. 1989 erreichte Simone wiederum über 20 km eine deutsche Vizemeisterschaft. Auch in der Staffel waren die Langlaufdamen erfolgreich. 1986 fuhren sie über 3 × 5 km bei den deutschen Meisterschaften auf den zweiten und 1989 auf den dritten Platz. Beide zusammen waren zudem 1987 und 1989 als Teil der Staffel des Westdeutschen Skiverbandes deutsche Meister in der Länderstaffel. 2006 wurde die Damenstaffel in der Besetzung mit Angelika Becker, Alexandra Becker und Angelina Schwertfeger westdeutscher Meister.

## Persönlichkeiten
| Fußball - Sascha Bäcker - Peter Cestonaro - Uwe Helmes - Yannik Jaeschke - José-Junior Matuwila - Manfredas Ruzgis - Bakary Sinaba - Tim Treude - Andreas Wieczorek | Wintersport - Simone Birkelbach - Stefanie Birkelbach |

## Sportstätten

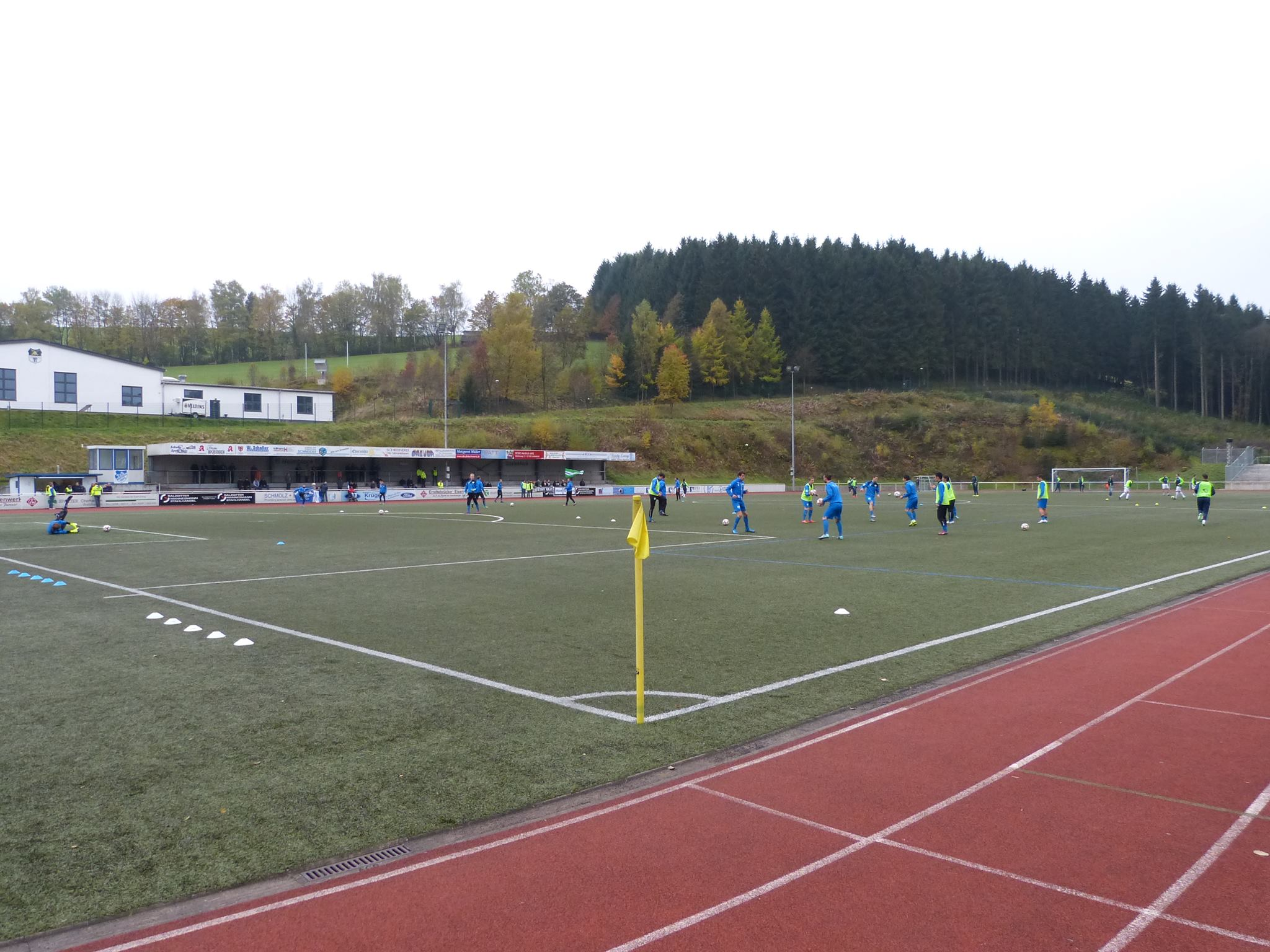
Pulverwaldstadion

Der Verein ist Eigentümer des Pulverwaldstadions, das vorwiegend von der Fußball- und der Leichtathletik-Abteilung genutzt wird. Die Anlage wurde im Jahre 1924 gebaut und in zwei Schritten vergrößert. Im Jahre 1991 wurde der alte Ascheplatz durch einen Kunstrasen ersetzt und eine Tribüne gebaut. Zum Aufstieg in die NRW-Liga musste 2011 ein Gästeblock ergänzt werden. Die Tribünenanlagen fassen 3000 Zuschauer.
Außerdem gehört dem Verein die Pulverwaldhalle, die von verschiedenen Abteilungen sowie der örtlichen Grundschule genutzt wird. Hier ist auch die Kegelbahn untergebracht. Die Dreifach-Turnhalle der Gemeinde Erndtebrück wird vorrangig von der Turnabteilung genutzt.